# Georg Malvius
Gheorghe (Georg) Malvius, född 30 maj 1945  i Timișoara, Kungariket Rumänien, är en svensk regissör, teaterchef och professor i musikalregi.
Malvius startade musikalregi-utbildning vid Göteborgs universitet 1991 och vid August Everding Academy 1998.

## Regi
| År   | Produktion                                | Upphovsmän                                              | Teater                 |
| ---- | ----------------------------------------- | ------------------------------------------------------- | ---------------------- |
| 1966 | Enkla sammanträffanden                    | Paul Everac                                             | Studieteatern          |
| 1969 | Värmlänningarna                           | Fredrik August Dahlgren och Andreas Randel              | Ransäter               |
| 1978 | Spelman på taket Fiddler on the Roof      | Jerry Bock, Sheldon Harnick och Joseph Stein            | Åbo Svenska Teater     |
| 1979 | Den girige L'Avare                        | Molière                                                 | Åbo Svenska Teater     |
| 1980 | Vandrande skugga                          | Bo Carpelan                                             | Åbo Svenska Teater     |
| 1981 | Equus                                     | Peter Shaffer                                           | Åbo Svenska Teater     |
| 1982 | Mannen från La Mancha Man of La Mancha    | Mitch Leigh, Joe Darion och Dale Wasserman              | Örebro länsteater      |
| 1983 | Utsikt från en bro A View From the Bridge | Arthur Miller                                           | Örebro länsteater      |
| 1983 | Romeo och Juliet Romeo and Juliet         | William Shakespeare Översättning Göran O. Eriksson      | Örebro länsteater      |
| 1983 | Bent                                      | Martin Sherman                                          | Örebro länsteater      |
| 1984 | Glada änkan Die lustige Witwe             | Franz Lehár, Victor Léon och Leo Stein                  | Karlstads teater       |
| 1984 | Cabaret                                   | John Kander, Fred Ebb och Joe Masteroff                 | Örebro länsteater      |
| 1988 | Linje Lusta A Streetcar Named Desire      | Tennessee Williams                                      | Folkan                 |
| 1989 | Cabaret                                   | John Kander, Fred Ebb och Joe Masteroff                 | Oscarsteatern          |
| 1990 | M.Butterfly                               |                                                         |                        |
| 1990 | Into the Woods                            | Stephen Sondheim och James Lapine                       | Wermland Opera         |
| 1991 | Zorba!                                    | Fred Ebb, John Kander och Joseph Stein                  | Riksteatern            |
| 1991 | Sköna Helena                              | Jacques Offenbach, Henri Meilhac och Ludovic Halevy     | Vasateatern            |
|      | La Cage Aux Folles                        | Harvey Fierstien och Jerry Herman                       |                        |
| 1994 | Högtidsdagen                              | George Tabori                                           | Stockholms stadsteater |
| 1996 | Angels in America                         | Tony Kushner                                            | Estniska Dramateatern  |
| 1997 | Spelman på taket                          | Jerry Bock, Sheldon Harnick och Joseph Stein            | Stockholms stadsteater |
| 1999 | Nicholas Nickleby                         | David Edgar                                             | Stockholms stadsteater |
|      | Les Miserables                            |                                                         |                        |
|      | Miss Saigon                               |                                                         |                        |
| 2001 | Natt klockan 12 på dagen                  | Sidney Kingsley                                         | Stockholms stadsteater |
| 2004 | West Side Story                           | Leonard Bernstein, Stephen Sondheim och Arthur Laurents | Wermland Opera         |
| 2005 | Rent                                      | Jonathan Larson                                         | Europaturné            |
|      | Hair                                      |                                                         |                        |
| 2008 | Evita                                     | Andrew Lloyd-Webber och Tim Rice                        | Åbo Svenska Teater     |
| 2008 | La Cage aux Folles                        | Jerry Herman och Harvey Fierstein                       | Svenska Teatern        |
| 2011 | Cabaret                                   | John Kander, Fred Ebb och Joe Masteroff                 | Svenska Teatern        |

## Utmärkelser - priser
- 1984 Örebro läns landstings kulturstipendium[17]
- 1986 Palmærpriset (Östgöta Correspondenten)[18]
- Broocmanpriset (Norrköpings Tidningar)
- 2005 Årets Enskilda kulturgärning (Norrbottens-Kuriren)[19]
- Uno "Myggan" Ericsons pris till bästa svenska musikalregissör
- 1989, 1998 Årets regissör i Estland.